# In the Morning (The Coral)
In the Morning è un singolo del gruppo musicale britannico The Coral, pubblicato il 9 maggio 2005 come primo estratto dal terzo album in studio The Invisible Invasion.

## Video musicale
Il video musicale, in stile cartone animato, mostra il gruppo suonare in diversi luoghi.